# Giberne
Une giberne est une boîte portée en bandoulière par les soldats dans laquelle ces derniers conservaient généralement leurs cartouches et les outils nécessaires à l'entretien de leur arme.

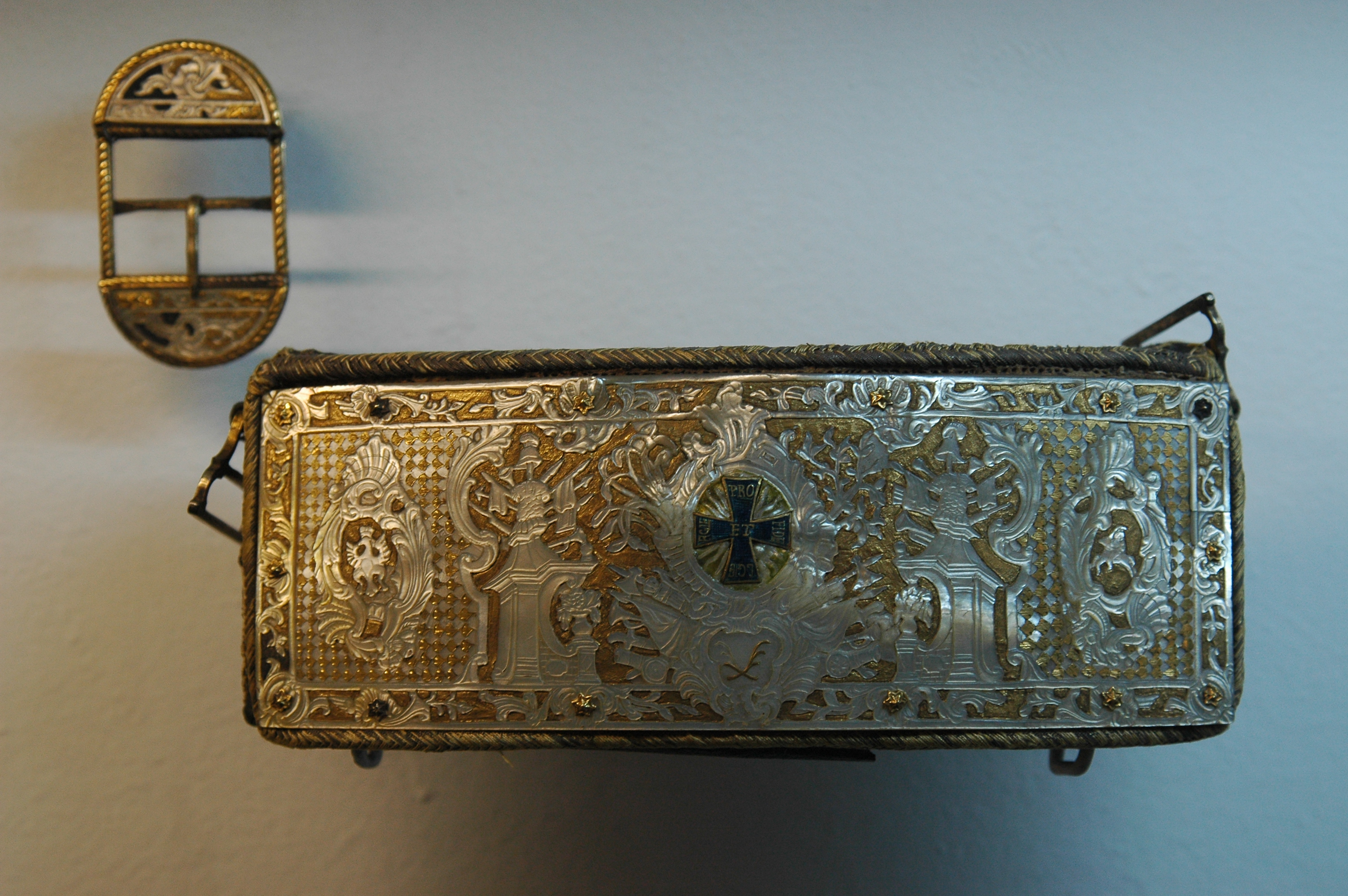
Une boîte à cartouches d'infanterie polonaise du XVIIIe siècle.

## Histoire

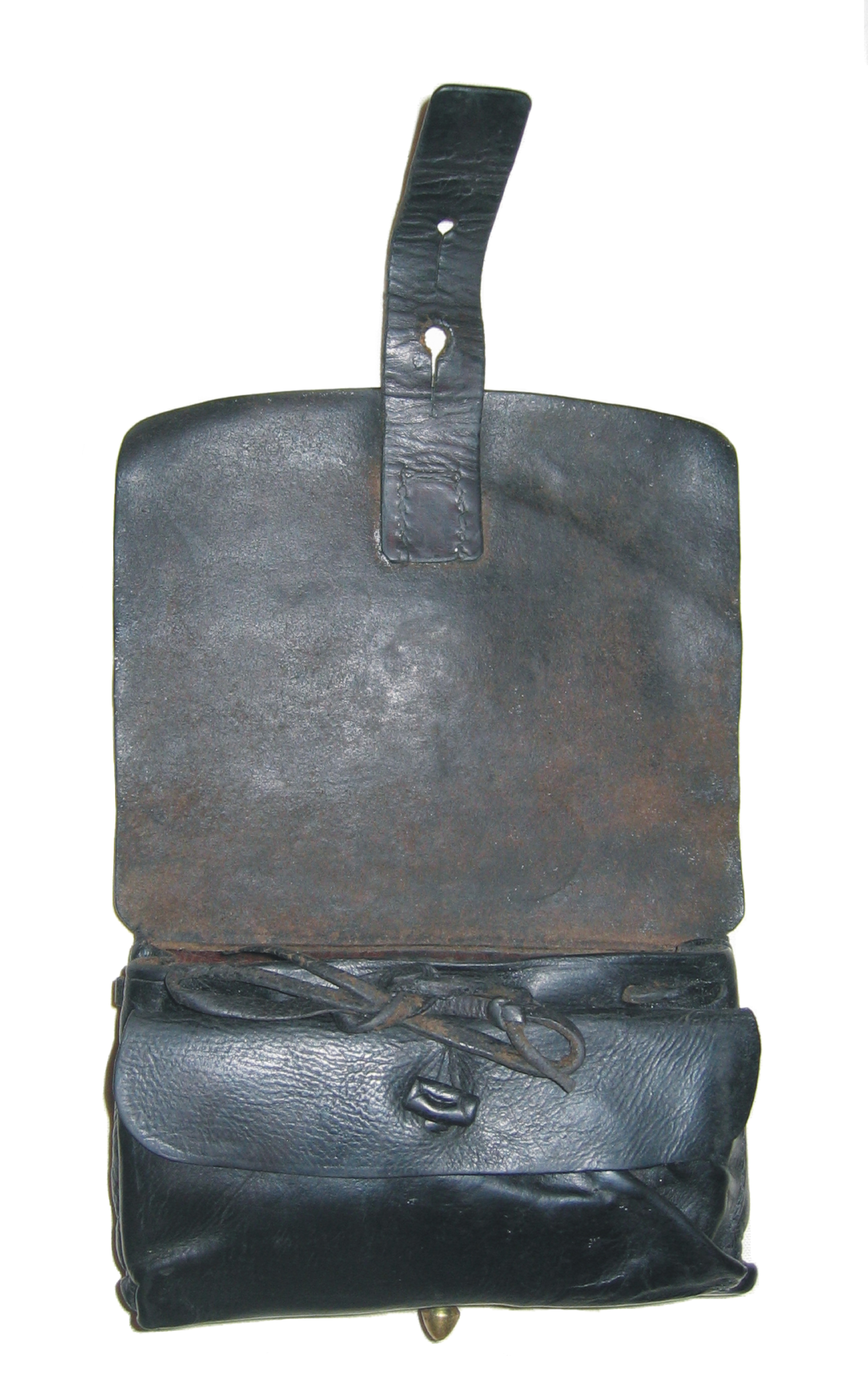
Une giberne de cavalerie ouverte.
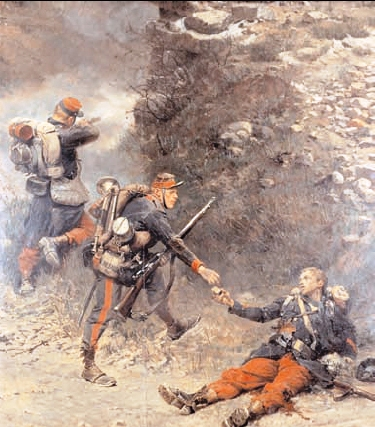
Le Fond de la giberne (1882) par Alphonse de Neuville. Un fantassin français mourant remet ses dernières cartouches à un clairon de mobiles lors de la guerre de 1870.
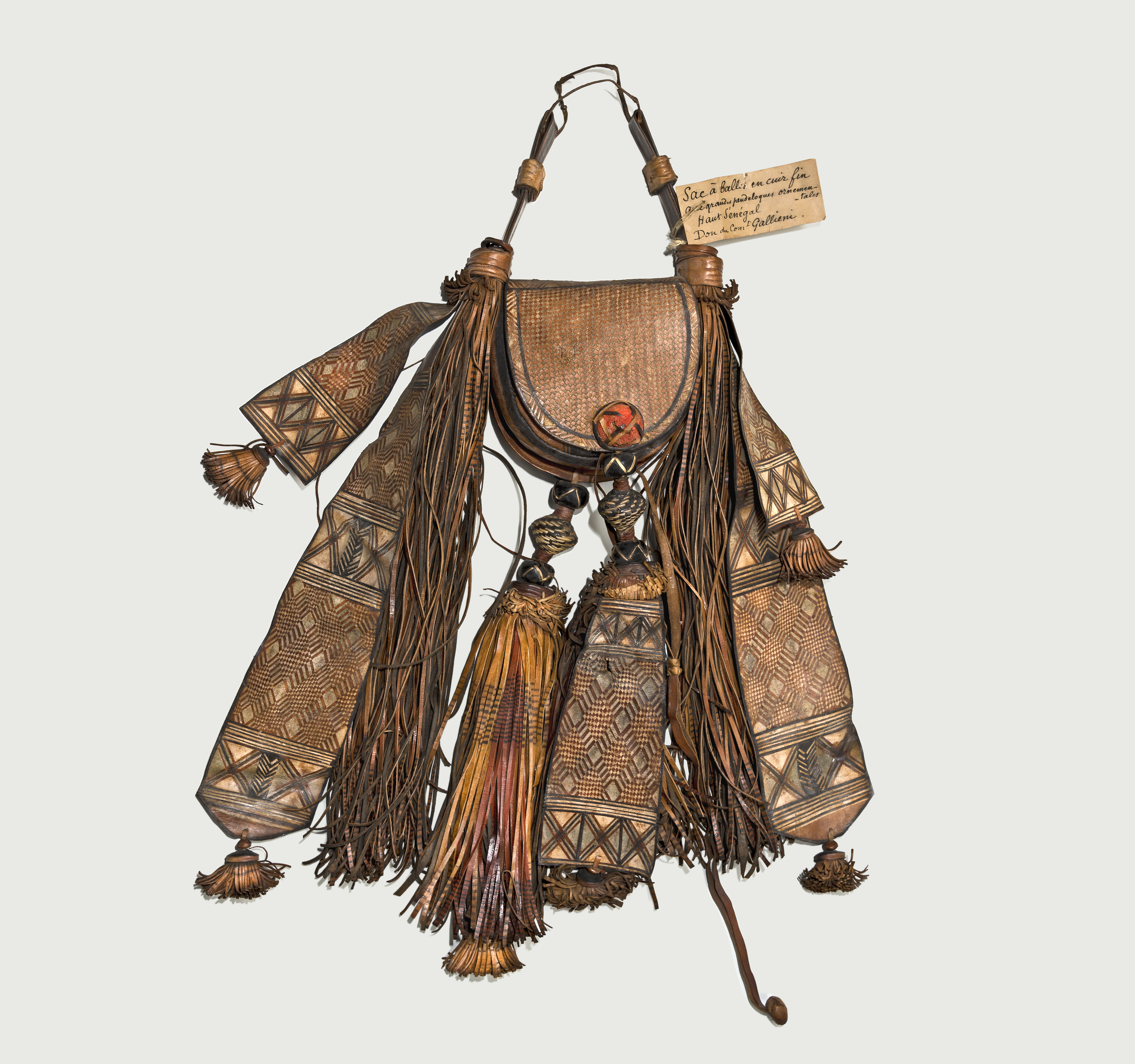
Giberne du Soudan français (collection Gallieni, MHNT).

La giberne fut créée en 1620 par le roi Gustave II Adolphe de Suède afin de remplacer la précédent « sac à balles » peu pratique lors du combat. D'abord portée en bandoulière par une banderole (banderole de giberne), elle se fixe sous Louis XV au ceinturon avant de reprendre sa place autour du corps vers le milieu du XVIIIe siècle. Avant d'être destinée uniquement aux balles, elle servait également au support de la baïonnette,. La giberne fut portée par les soldats de la monarchie, de la Révolution et de l'Empire avant d'être remplacée en 1845 par la cartouchière.

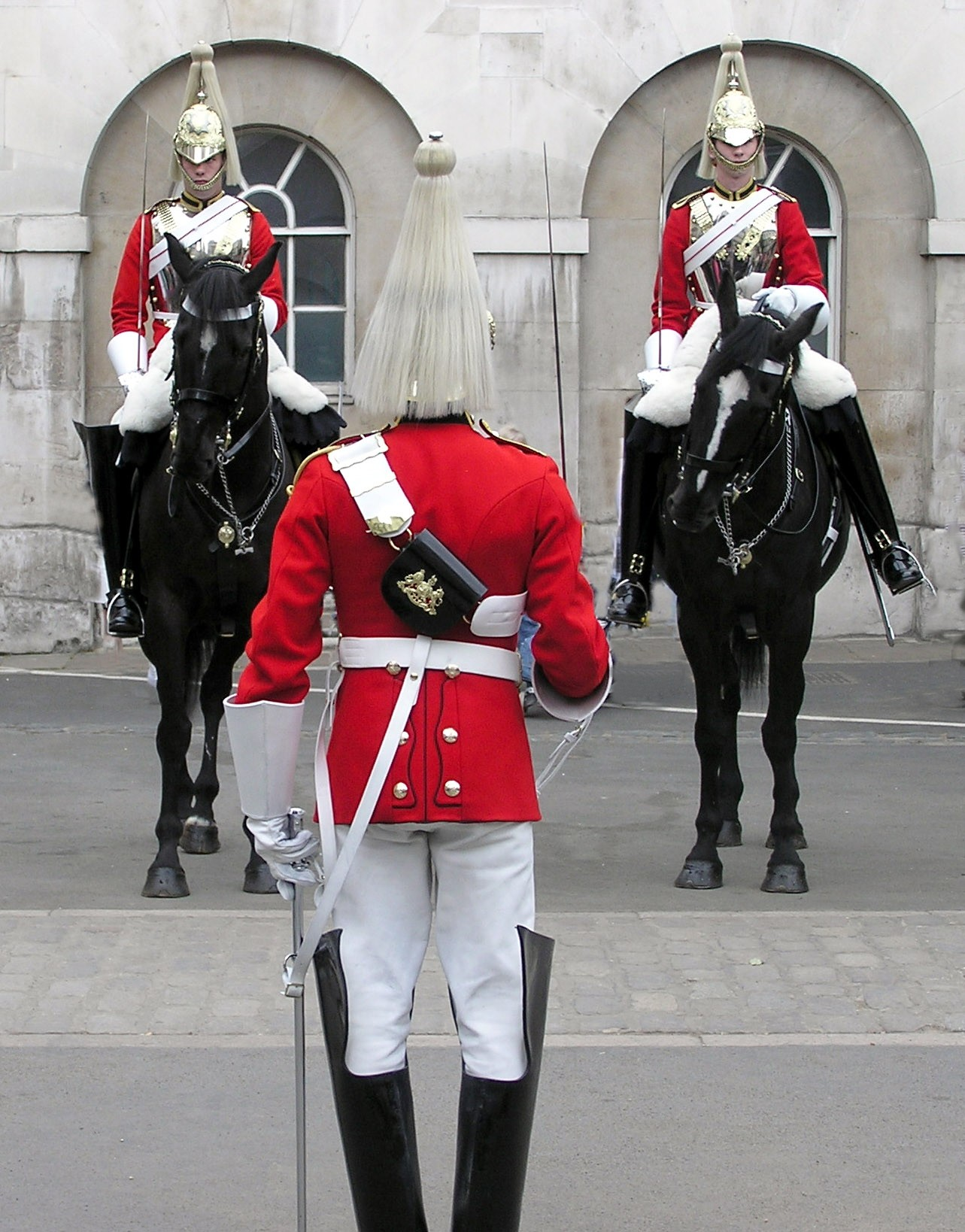
Horse Guard britannique équipé d'une giberne.

Actuellement, la giberne et sa banderole sont toujours portées par les cavaliers de la Garde républicaine de Paris, les Horse Guards britanniques, ainsi que les carabiniers italiens lorsqu'ils sont en grande tenue.